# 流通センター通り (福岡市)

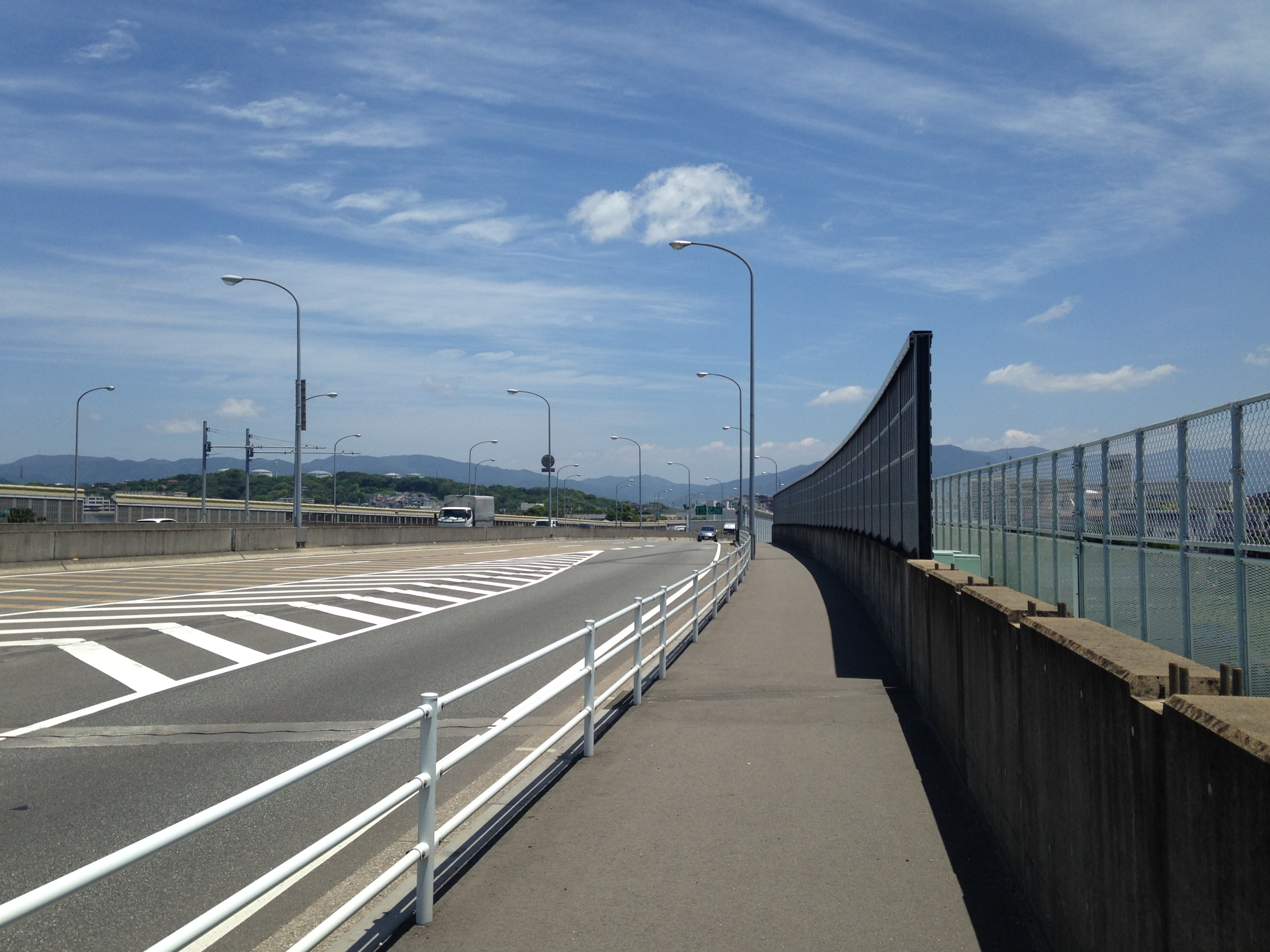
貝塚公園付近

流通センター通り（、ローマ字表記: Ryūstū Center Dōri）は、福岡県福岡市東区の箱崎ふ頭中央入口交差点から福岡県糟屋郡粕屋町との境までの市道松島貝塚線・国道201号3.2kmに付けられた福岡市道路愛称。

## 概要
流通倉庫群がある博多港箱崎ふ頭と九州自動車道福岡ICに近い卸売・陸運拠点である福岡流通センターを一直線に結ぶ通りで、全線が片道2 - 3車線で整備されている。福岡高速4号粕屋線が直上を通過する。沿道は、貝塚駅周辺の住宅地を除けば各社の倉庫が多く立ち並び、昼夜を問わず大型車の通行が多い。
国道201号区間は福岡東バイパスの一部でもある。

## 周辺
- 貝塚公園
- 福岡市地下鉄箱崎線・西鉄貝塚線貝塚駅
- 福岡市立箱崎中学校
- 東部水処理センター
- 福岡流通センター

## 通過する自治体
- 福岡市（東区）

## 主な接続路線
| 交差する道路                             | 交差する場所     | 路線名称       | 備考           |
| ---------------------------------------- | ---------------- | -------------- | -------------- |
| 福岡高速4号粕屋線 貝塚出入口             |                  | 市道松島貝塚線 | 粕屋方面出入口 |
| 国道3号                                  | 箱崎ふ頭中央入口 | 市道松島貝塚線 |                |
| 福岡高速4号粕屋線 松島出入口             |                  | 市道松島貝塚線 | 貝塚方面出入口 |
| 国道3号（博多バイパス） ← 〈百年橋通り〉 | 松島             | 市道松島貝塚線 |                |
| 国道3号（博多バイパス） ← 〈百年橋通り〉 | 松島             | 国道201号      |                |
| 県道504号町川原福岡線                    | 浜田             |                |                |
| 県道21号福岡直方線                       | 多田羅           |                |                |
| 福岡高速4号粕屋線 多の津出入口           |                  | 貝塚方面出入口 |                |
| 福岡高速4号粕屋線 粕屋出入口             |                  | 貝塚方面出入口 |                |
| 九州自動車道 福岡IC                      |                  |                |                |
| 国道201号（福岡東バイパス）飯塚方面      |                  |                |                |

## 名前の由来
流通センター内を通ることから（1979年の福岡市制施行90周年を記念した道路愛称事業により制定）。